# Национальный скульптурный зал
Национальный скульптурный зал (англ. National Statuary Hall) — помещение в Капитолии Соединённых Штатов, где находятся скульптуры выдающихся американцев.
Зал, также известный как Old Hall of the House, представляет собой двухэтажное полукруглое помещение с галереей на втором этаже. Было местом заседаний Палаты представителей США в течение почти 50 лет (1807—1857), которое после нескольких лет неиспользования в 1864 году было переделано в зал скульптур, в котором была создана Коллекция национального скульптурного зала. К 1933 году число экспонатов коллекции превысило возможности этого зала, и ряд статуй был размещен в другом месте Капитолия.

## История
Зал был перестроен в его нынешнем виде Бенджамином Латробом и его преемником Чарльзом Булфинчем между 1815 и 1819 годами. Многие важные события происходили в этом зале, когда он ещё назывался Hall of the House. После прекращения в нём заседаний членов Палаты представителей, долгие годы судьба зала оставалась неопределённой, хотя выдвигались различные предложения по его использованию. В конце концов была одобрена идея использования зала в качестве картинной галереи, но отсутствие места на стенах препятствовало вывешиванию больших картин, и помещение оказалась хорошо подходящим для демонстрации скульптур.
В 1864 году, в соответствии с законодательством, поддержанным членом Палаты представителей Джастином Морриллом, Конгресс США предложил каждому штату предоставить статуи выдающихся граждан для постоянной демонстрации в помещении, которое было переименовано в Национальный скульптурный зал. Первая статуя была установлена в 1870 году. Только к 1971 году все 50 штатов предоставили в скульптурный зал по крайней мере одну статую. Однако по мере расширения коллекции она переросла возможности зала, и в 1933 году Конгресс разрешил выставку статуй по всему зданию Капитолия. В настоящее время в Национальном зале скульптур находится 38 статуй.
Помещение было частично отреставрировано в 1976 году к празднованию двухсотлетия США. В настоящее время Национальный скульптурный зал — одно из самых посещаемых помещений Капитолия. Ежедневно его посещают сотни туристов, и он по-прежнему используется для проведения церемоний.
Зал конструктивно построен в форме древнего амфитеатра и является одним из самых ранних образцов неоклассической архитектуры в Америке. По периметру помещения возвышаются большие колонны из брекчии, добытой в карьере на реке Потомак. Коринфские капителии вырезаны из белого каррарского мрамора. Пол скульптурного зала выложен чёрно-белой мраморной плиткой.
Ниже приводится алфавитный список людей, изображенных на статуях, расположенных в Капитолии, с указанием штата, предоставившего скульптуру:
| - Сэмюэл Адамс, Массачусетс - Итан Аллен, Вермонт - Стивен Остин, Техас - Чарльз Эйкок, Северная Каролина (был заменён на Билли Грэма) - Эдвард Бартлетт, Аляска - Уильям Бидл, Южная Дакота - Томас Бентон, Миссури (был заменён на Гарри Трумэна) - Фрэнсис Блэр, Миссури - Уильям Бора, Айдахо - Норман Борлоуг, Айова - Джон Берк, Северная Дакота - Джон Кэлхун, Южная Каролина - Чарльз Кэрролл, Мэриленд - Льюис Касс, Мичиган - Деннис Чавес, Нью-Мексико - Джеймс Пол Кларк, Арканзас (был заменён на Джонни Кэша) - Генри Клей, Кентукки - Джон Миддлтон Клейтон, Делавэр - Джордж Клинтон, Нью-Йорк - Джейкоб Колламер, Вермонт - Дамиан де Вёстер, Гавайи - Джефферсон Дэвис, Миссисипи - Томас Алва Эдисон, Огайо - Дуайт Эйзенхауэр, Канзас - Фило Фарнсуорт, Юта (был заменён на Марту Кэннон) - Джеральд Форд, Мичиган - Роберт Фултон, Пенсильвания - Джеймс Гарфилд, Огайо - Джеймс Джордж, Миссисипи - Барри Голдуотер, Аризона - Джон Горри, Флорида - Натаниэль Грин, Род-Айленд - Эрнест Грининг, Аляска - Ганнибал Гэмлин, Мэн - Уэйд Хэмптон, Южная Каролина - Джон Хэнсон, Мэриленд - Сэм Хьюстон, Техас - Джон Ингаллс, Канзас - Эндрю Джексон, Теннесси - Мать Жозеф Паризо, Вашингтон - Камеамеа I, Гавайи - Филип Карни, Нью-Джерси - Хелен Келлер, Алабама - Джон Кенна, Западная Виргиния - Уильям Кинг, Мэн - Эусебио Кино, Аризона - Сэмюэл Кирквуд, Айова - Роберт Лафоллет, Висконсин - Джейсон Ли, Орегон - Ливингстон, Роберт, Нью-Йорк | - Кроуфорд Лонг, Джорджия - Хьюи Лонг, Луизиана - Жак Маркетт, Висконсин - Пэт Маккарран, Невада - Эфраим Макдауэлл, Кентукки - Джон Маклафлин, Орегон - Эстер Моррис, Вайоминг - Стерлинг Мортон, Небраска (был заменён на Уиллу Кэсер) - Оливер Мортон, Индиана - Джон Питер Муленберг, Пенсильвания - Роза Паркс (не представляет никакой из штатов) - Фрэнсис Пирпонт, Западная Виргиния - Попе, Нью-Мексико - Джанет Рэнкин, Монтана - Рональд Рейган, Калифорния - Генри Райс, Миннесота - Сизар Родни, Делавэр - Уилл Роджерс, Оклахома - Урия Роуз, Арканзас (был заменён на Дэйзи Бейтс) - Чарльз Рассел, Монтана - Флоренс Сабин, Колорадо - Сакагавея, Северная Дакота - Мария Сэнфорд, Миннесота - Секвойя, Оклахома - Хуниперо Серра, Калифорния - Джон Севьер, Теннесси - Роджер Шерман, Коннектикут - Джеймс Шилдс, Иллинойс - Джордж Шуп, Айдахо - Эдмунд Смит, Флорида (был заменён на Мэри Маклеод) - Стоящий медведь, Небраска - Джон Старк, Нью-Гэмпшир - Александр Стивенс, Джорджия - Ричард Стоктон, Нью-Джерси - Джон Суайгерт, Колорадо - Джонатан Трамбалл, Коннектикут - Зебулон Вэнс, Северная Каролина - Лью Уоллес, Индиана - Джозеф Уорд, Южная Дакота - Вашаки, Вайоминг - Джордж Вашингтон, Виргиния - Даниел Уэбстер, Вайоминг - Джозеф Уилер, Алабама - Эдвард Дуглас Уайт, Луизиана - Маркус Уитмен, Вашингтон - Франсис Уиллард, Иллинойс - Уильямс, Роджер, Род-Айленд - Сара Уиннемакка, Невада - Джон Уинтроп, Массачусетс - Бригам Янг, Юта |